# Ất Phất hoàng hậu
Ất Phất hoàng hậu (chữ Hán: 乙弗皇后) (510–540), thụy hiệu: Văn hoàng hậu (文皇后) là hoàng hậu thứ nhất của Tây Ngụy Văn Đế (西魏文帝) Nguyên Bảo Cự (元寶炬) trong lịch sử Trung Quốc.

## Tiểu sử
Tổ tiên của Ất Phất hoàng hậu là thủ lĩnh của tộc Thổ Dục Hồn, về sau là chư hầu của Bắc Ngụy. Sau khi Bắc Ngụy chinh phục Bắc Lương năm 439, ông tổ của bà là Ất Phất Mộ Dung (乙弗莫瓌) đưa bộ tộc mình gia nhập Bắc Ngụy và trở thành tướng của Bắc Ngụy. Ba đời con cháu về sau của ông đều cưới các công chúa Bắc Ngụy, và các cháu gái ông đều trở thành vương phi kết hôn với các hoàng thân Bắc Ngụy. Cha bà là Ất Phất Viện (乙弗瑗) là một tiết độ sứ, mẹ bà là Hoài Dương công chúa (淮陽公主), con gái của Bắc Ngụy Hiếu Văn Đế.
Năm 525, khi 15 tuổi, Ất Phất thị kết hôn với Nguyên Bảo Cự, lúc đó 21 tuổi và đang là tướng lĩnh dưới triều đại của Bắc Ngụy Hiếu Minh Đế, nhưng lúc đó không có tước hiệu nào vì cha ông là Kinh Triệu vương Nguyên Du (元愉) đã bị tước bỏ phong hiệu trong chiến loạn. Năm 535, khi Bắc Ngụy bị phân liệt ra thành Đông Ngụy và Tây Ngụy, Nguyên Bảo Cự được tướng Vũ Văn Thái đưa lên làm hoàng đế, tức Tây Ngụy Văn Đế. Văn Đế phong Ất Phất thị làm hoàng hậu và con trai Nguyên Khâm là hoàng thái tử.

## Hoàng hậu
Ất Phất Hoàng hậu là người có đức hạnh và xinh đẹp. Bà sống khá giản dị, thường không dùng những trang phục và trang sức đắt tiền, thức ăn của bà thường là rau cải. Văn Đế rất tôn trọng bà. Hoàng hậu sinh cho ông 12 người con, song chỉ có Nguyên Khâm và Vũ Đô vương Nguyên Mậu (元戊) là còn sống đến tuổi trưởng thành.
Năm 538, Tây Ngụy bị đe dọa bởi cuộc tấn công của Nhu Nhiên, Vũ Văn Thái ban đầu đã cố gắng để làm giảm bớt căng thẳng bằng cách gả con gái của một thành viên trong hoàng tộc cho Uất Cửu Lư Tháp Hàn (郁久閭塔寒), em trai Sắc Liên Đầu Binh Đậu Phạt khả hãn Uất Cửu Lư A Na Côi của Nhu Nhiên, song sau đó lại cho rằng điều này vẫn chưa đủ, Vũ Văn Thái đã yêu cầu Văn Đế ly dị Ất Phất Hoàng hậu và lấy con gái của Uất Cử Lư A Na Côi. Văn Đế đồng ý, ông ly hôn với Ất Phất Hoàng hậu và bà xuất gia tu hành làm ni cô. Văn Đế sau đó kết hôn với con gái của khả hãn Nhu Nhiên và lập Uất Cửu Lư thị làm hoàng hậu. Điều này đã đem đến hòa bình với Nhu Nhiên trong một thời gian.

## Qua đời
Mặc dù Ất Phất Hoàng hậu đã bị phế truất và trở thành một ni cô, Uất Cửu Lư Hoàng hậu vẫn không hài lòng về sự hiện diện của bà ở trong kinh thành. Do dó, năm 540, Văn Đế đã lệnh cho Nguyên Mậu nhậm chức thứ sử Tần Châu (秦州, nay gần tương ứng với Thiên Thủy, Cam Túc), và buộc phế hậu đi cùng con trai đến Tần Châu. Tuy nhiên, do vẫn hi vọng một ngày nào đó sẽ đón bà vào cung, ông đã bí mật bảo bà hãy giữ lại tóc thay vì cạo đi như những ni cô khác. Tuy nhiên, vào lúc này, Nhu Nhiên đã tiến hành một cuộc tấn công lớn vào Tây Ngụy, và nhiều bá quan nghĩ rằng cuộc tấn công nhân danh Uất Cửu Lư Hoàng hậu. Văn Đế đã buộc phải lệnh cho Uất Cửu Lư Hoàng hậu tự vẫn. Ngay sau đó, Uất Cửu Lư Hoàng hậu đã qua đời trong lúc sinh.
Năm 551, Văn Đế qua đời và được tổ chức tang lễ theo nghi lễ dành cho hoàng đế cùng với Uất Cửu Lư Hoàng hậu, mặc dù cuối cùng Ất Phất Hoàng hậu được cải táng chôn cùng ông. (Không rõ bà đã được phục vị hoàng hậu hay chưa.) Nguyên Khâm lên kế vị (tức Tây Ngụy Phế Đế).